# Zgornji Janževski Vrh
Zgornji Janževski Vrh je naselje v Občini Ribnica na Pohorju. Ustanovljeno je bilo leta 1994 iz dela ozemlja naselja Janževski Vrh. Leta 2015 je imelo 23 prebivalcev.